# 太陽の翼
「太陽の翼」（たいようのつばさ）は、1967年3月1日に発売されたザ・スパイダースの楽曲である。

## 解説
- 作詞・作曲は利根常昭による。日本航空の世界一周路線の開設を記念して作られた曲である。堺正章がソロで歌ってヒットした。スパイダースの楽曲の録音で初めてファズが使用された。
- B面は「空の広場」（松宮庄一郎 作詞・作曲）。メンバーが順々にソロをとって歌った。
- レコードジャケットは、メンバー7人が揃いの衣装を着て並んで写る集合写真で飾られている。

## 収録曲
1. 太陽の翼
  - 作詞・作曲：利根常昭
2. 空の広場
  - 作詞・作曲：松宮庄一郎